# Mesquita d'Emin

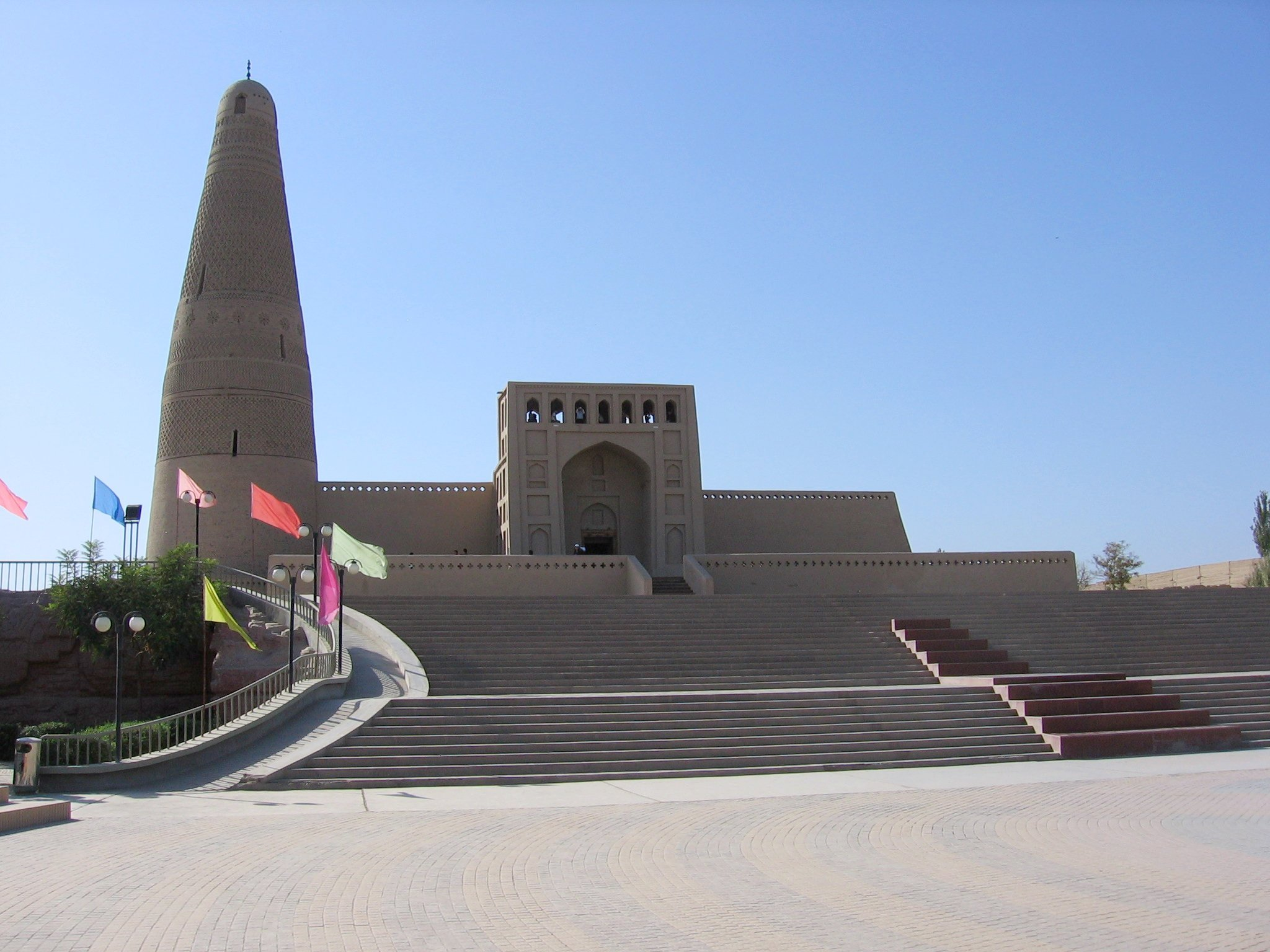
La mesquita d'Emin

La mesquita d'Emin (o mesquita d'Amin, Su Gong Ta o pagoda de Sugong) està situada a uns dos km al sud-est de la ciutat de Turfan, a la regió autònoma de Xinjiang, a la Xina. L'oasi de Turfan està situat en una depressió, sota el nivell del mar, en una de les vies de la ruta de la Seda, la que vorejava pel nord el desert de Takla Makan. L'àrea ha servit molt de temps com a lloc d'intercanvi cultural entre grups ètnics i religiosos diferents. La mesquita d'Emin, com altres mesquites uigurs, reflecteix això en la combinació dels trets islàmics i els tradicionals de la cultura local uigur.

## Història
La dinastia Qing va conquerir aquesta regió majoritàriament musulmana durant els anys 1750, derrotant els mongols i uigurs en una sèrie de batalles i gràcies al seu millor armament. Com a conqueridors, foren tolerants amb l'islamisme de la regió.
La mesquita es va començar el 1777 durant el regnat de l'emperador Qianlong (1735-1796) i es va acabar l'any següent. Fou finançada pels governants locals en honor del general Emin Khoja, en el seu vuitantè aniversari, d'aquí el nom. Aquest personatge havia col·laborat amb els emperadors Yongzheng (1723-1735) i Qianlong per unificar Xinjiang i annexionar-lo amb la Xina; entre 1756-1759 va eliminar els rebels.
Fou bastida per artesans locals que utilitzaren materials també del territori; la mateixa estructura està basada en la fusta i el maó. Hom diu que fou l'arquitecte uigur Ibrahim qui s'encarregà d'aixecar aquesta mesquita.

## L'edifici

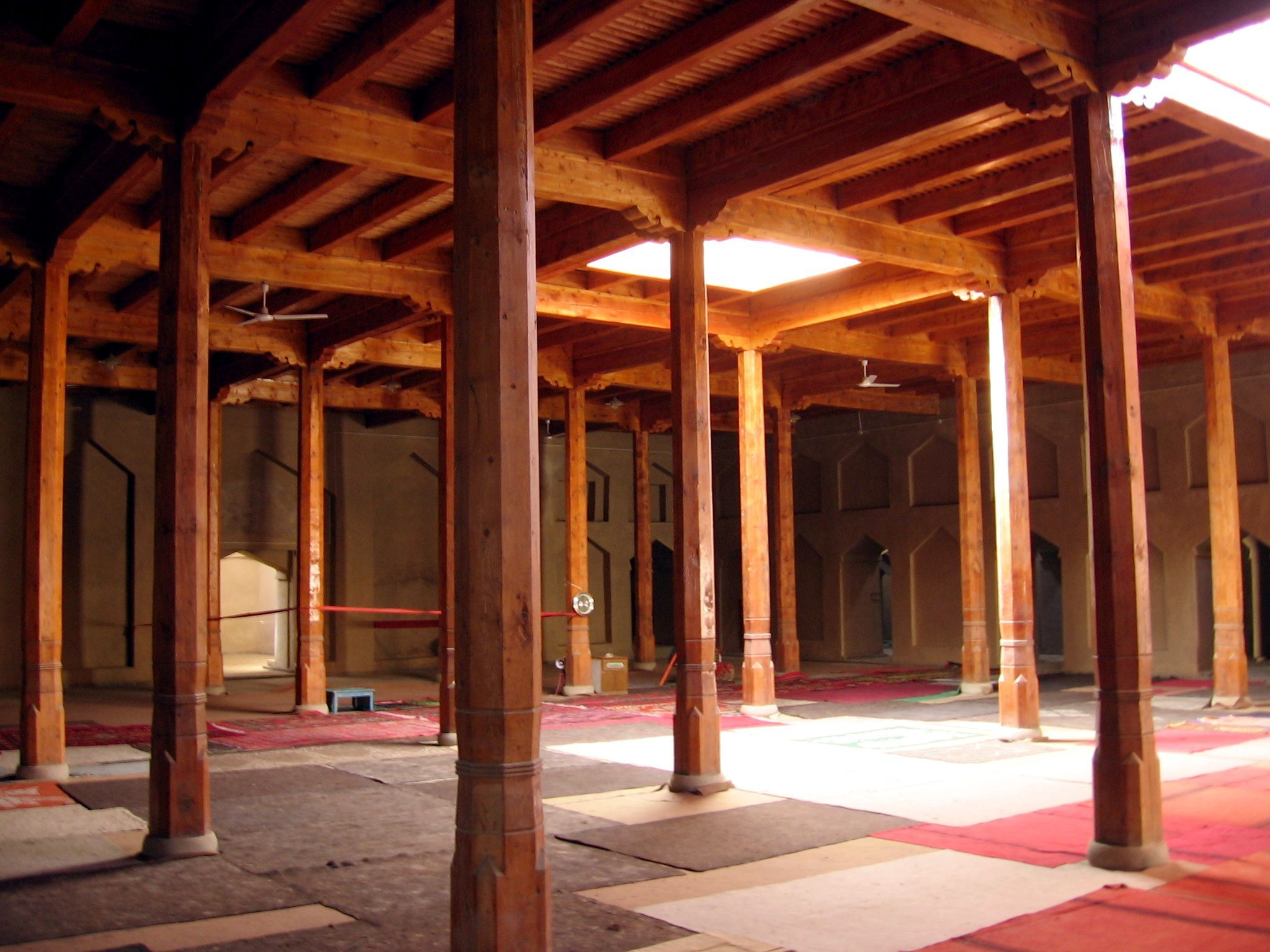
La sala d'oracions

La mesquita fortificada s'aixeca en una plataforma elevada; es troba isolada a la rodalia de la ciutat, i està desproveïda d'edificis auxiliars. Combina la sala d'oració hipòstila tradicional de Xinjiang amb influències de Pèrsia i l'Àsia central, sobretot en l'iwan central, i el minaret. L'iwan es troba al centre del mur nord-est de la mesquita i és semblant a d'altres que es poden veure en construccions de Pèrsia i de l'Àsia central. Està precedit per una terrassa a la qual s'accedeix ara per una àmplia escalinata, que precedeix una segona, més senzilla. L'iwan està decorat en la façana principal i en els seus costats amb plafons rectangulars i nínxols. La part superior està oberta als quatre vents, amb finestres de mig punt, formant una galeria o mirador.
Un vestíbul octogonal, amb cúpula, condueix de l'iwan de l'entrada a la sala d'oracions. A la dreta d'aquest vestíbul, hi ha una cambra amb l'escala que condueix a la galeria sobre l'iwan. A l'esquerra, un corredor estret flanquejat per dues cambres, dona accés al minaret.
La sala d'oracions segueix el model tradicional de les construccions de la regió de Turfan. Les columnes són de fusta i s'aixequen sobre bases de pedra. Suporten l'embigat, també de fusta, i la coberta de la sala. Aquesta sala està envoltada en tres dels seus costats per galeries d'obra i il·luminada dèbilment amb obertures zenitals. El paviment de pedra està habitualment recobert amb catifes i estores.
El mihrab està en una sala amb cúpula, simètrica a la que trobem a l'entrada i oberta a les galeries perimètriques, a més de la mateixa sala d'oracions. Aquesta cambra es cobreix amb una gran cúpula, el tambor de la qual s'encercla de finestres i descansa sobre una base octogonal.
Les galeries de d'obra que envolten la sala hipòstila estan cobertes amb cúpules que descansen en arcs i pilars. La decoració és molt elemental.

## El minaret

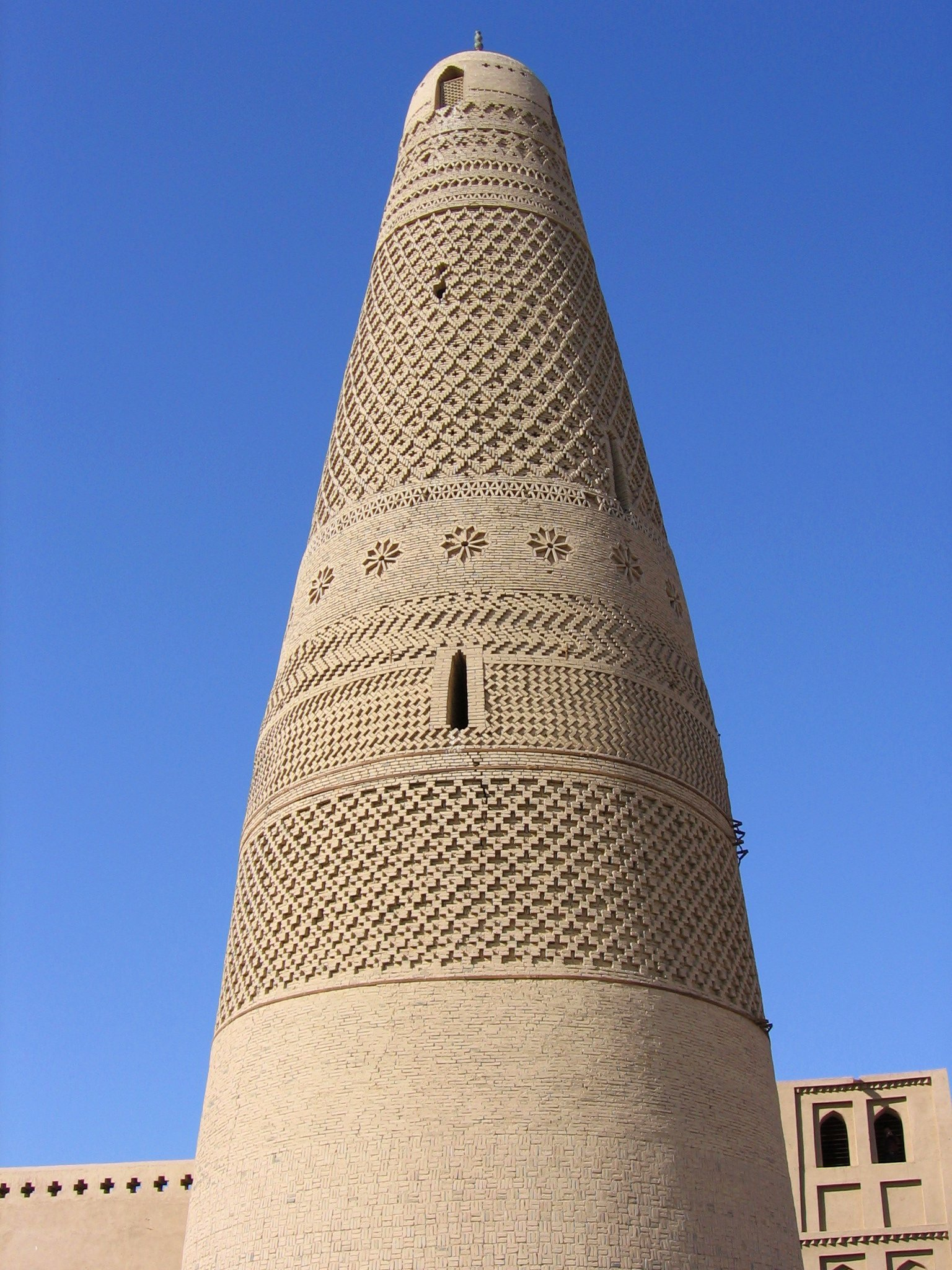
El minaret

Situat a la cantonada de llevant de la mesquita, aquest minaret és el més alt de la Xina, amb quaranta-quatre metres. Té un diàmetre de 14 m a la base i, a mesura que hom puja, es va reduint fins a una amplada de 2,8 m. A la torre, trobem unes quantes finestres estretes, distribuïdes en diverses alçades i direccions, que proporcionen llum i ventilació a l'escala de cargol de 72 graons que es desenvolupa al voltant d'un suport central i porta a la part superior, un espai cobert amb cúpula semiesfèrica, amb quatre finestres des d'on es crida a l'oració.
Està decorat exteriorment amb dibuixos geomètrics, característics de l'arquitectura islàmica. Consta de quinze bandes de diverses amplades i dibuixos, elaborades amb una tècnica força refinada. Els maons formen dibuixos en mosaic intricats, geomètrics i florals, que es van repetint, com ara flors estilitzades i rombes.

## Bibliografia

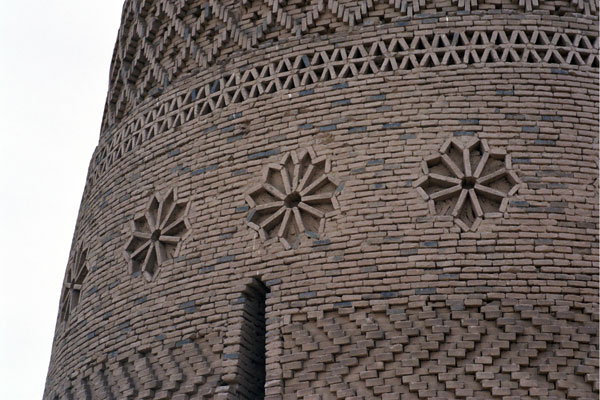
Detall de la decoració externa del minaret
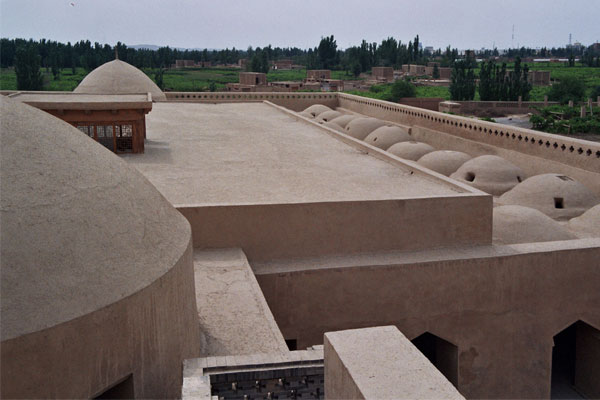
Terrat de la mesquita, amb la sala d'oració plana al centre i les cúpules de les cambres perimètriques a la dreta